# Guadalupe Ibarra
Guadalupe Ibarra (Quito, 1947) es una arquitecta ecuatoriana. En 1970 se convirtió en la primera mujer ecuatoriana arquitecta y la primera mujer docente de la Universidad de Cuenca.

## Biografía

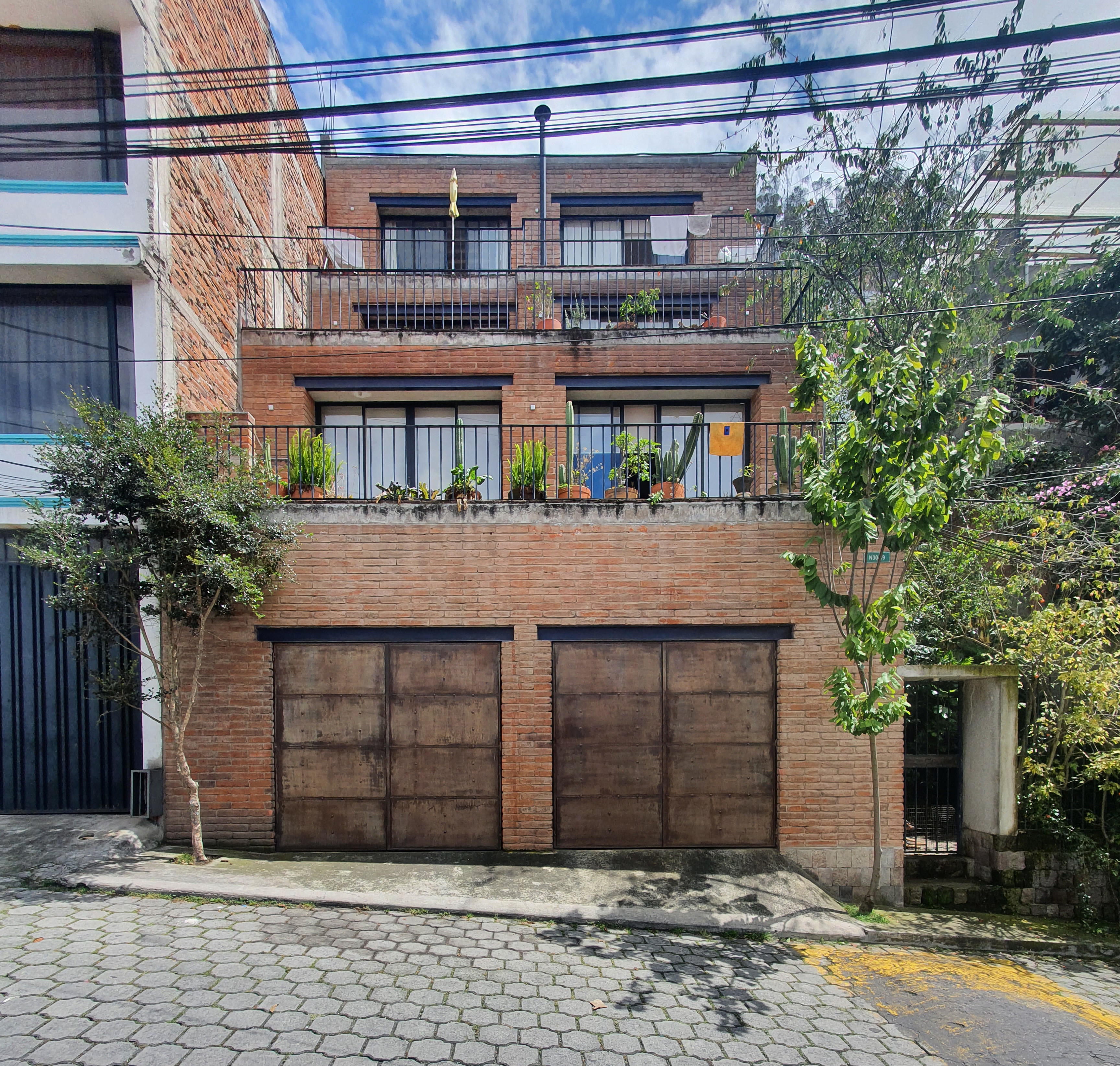
Casa en Guapulo, obra diseñada por Guadalupe Ibarra en Quito

Nacida en 1947 en Quito, Ibarra vivió en Cuenca durante su adolescencia debido al trabajo de su padre, vinculado al ejército. En 1962, mientras cursaba el último año de colegio, tres arquitectos visitaron su establecimiento educativo para invitar a los estudiantes a seguir la carrera de arquitectura. Al año siguiente, se matriculó en la Universidad de Cuenca.
En 1970, Ibarra obtuvo su título de arquitecta, convirtiéndose en la primera mujer ecuatoriana en graduarse en esa profesión en ese país. Ese mismo año, participó en el concurso público para acceder a la docencia en la misma universidad, obteniendo la máxima calificación entre 30 aspirantes. Como profesora, dictó las asignaturas de Taller de Proyectos, Dibujo Técnico y Materiales de Construcción hasta 1978.
A partir de 1978, Ibarra se dedicó al diseño y la construcción. Desde entonces, ha diseñado y construido 220 viviendas y 13 conjuntos habitacionales, además de condominios y edificios de viviendas.

## Obras destacadas
- Hogar Infantil #4[2]
- Casa en Guápulo[3]
- Observación Femenina Florencia Astudillo[4]
- Capilla de las Madres de la Asunción[4]
- Convento de las Madres Salesianas de Gualaceo[4]
- Capilla para la Comunidad de Gapal[1]